# Fabienne Berthaud
Pour les articles homonymes, voir Berthaud.
Fabienne Berthaud, née en 1966 à Gap, est une écrivaine, actrice, scénariste et réalisatrice française, lauréate du prix Françoise-Sagan 2011.

## Biographie
Fabienne Berthaud née à Gap, passe son enfance à Paris. Elle fait des études de théâtre et se consacre à la littérature. Elle publie son premier roman, Cafards, en 1994.
En 2005, elle passe au cinéma et réalise son premier long-métrage, Frankie, avec Diane Kruger. En 2010, elle met en scène le roman Pieds nus sur les limaces, qu'elle a écrit en 2004. Ce film conte le destin de deux sœurs à la suite du décès de leur mère. Il est présenté au festival de Cannes en 2010 dans le cadre de la Quinzaine des réalisateurs.
En 2019, elle réalise Un monde plus grand, long métrage de fiction sur le chamanisme mongol.

## Filmographie

### Réalisatrice

#### Courts métrages
- 1998 : Noël en famille
- 1999 : « Chair en vie », épisode de la série Chambre no 13.

#### Longs métrages
- 2005 : Frankie
- 2010 : Pieds nus sur les limaces
- 2015 : Sky
- 2019 : Un monde plus grand
- 2021 : Tom

### Actrice
- 1993 : Une femme pour moi d'Arnaud Sélignac

## Publications
- Cafard, Albin Michel, 1994.
- Mal partout, Seuil, 1999.
- Moi, par exemple, Fleuve noir, 1999.
- Pieds nus sur les limaces, Seuil, 2004.
  - rééd. Point, 2010.
- Un jardin sur le ventre, éd. JBZ et Cie, 2011[8].